# Campionat del món de ciclisme en pista de 1964
El Campionat Mundial de Ciclisme en Pista de 1964 es va celebrar a París (França) del 8 al 13 de setembre de 1964. Les competicions es van celebrar al Parc dels Prínceps de París. En total es va competir en 9 disciplines, 7 de masculines i 2 de femenines.

## Resultats

### Masculí

#### Professional
| Prova                 | Or                         | Argent                  | Bronze                   |
| Velocitat individual  | Antonio Maspes · Itàlia    | Ron Baensch · Austràlia | Jos De Bakker · Bèlgica  |
| Persecució individual | Ferdinand Bracke · Bèlgica | Leandro Faggin · Itàlia | Ercole Baldini · Itàlia  |
| Darrere moto          | Guillem Timoner · Espanya  | Leo Proost · Bèlgica    | Karl-Heinz Marsell · RFA |

#### Amateur
| Prova                 | Or                                                                     | Argent                                                                        | Bronze                                                                                        |
| Velocitat individual  | Pierre Trentin · França                                                | Daniel Morelon · França                                                       | Sergio Bianchetto · Itàlia                                                                    |
| Persecució individual | Tiemen Groen · Països Baixos                                           | Herman Van Loo · Bèlgica                                                      | Jiří Daler · Txecoslovàquia                                                                   |
| Persecució per equips | RFA · Lothar Claesges · Karl Link · Karl-Heinz Henrichs · Ernst Streng | Itàlia · Attilio Benfatto · Vincenzo Mantovani · Carlo Rancati · Franco Testa | Unió Soviètica · Stanislav Moskvin · Sergeï Teretschenkov · Arnold Belgardt · Leonid Kolumbet |
| Darrere moto          | Jacob Oudkerk · Països Baixos                                          | Jean Walschaerts · Bèlgica                                                    | Daniel Salmon · França                                                                        |

### Femení
| Prova                 | Or                                   | Argent                              | Bronze                         |
| Velocitat individual  | Irina Kiritchenko · Unió Soviètica · | Galina Ermolaeva · Unió Soviètica · | Gisèle Caille · França         |
| Persecució individual | Yvonne Reynders · Bèlgica ·          | Beryl Burton · Regne Unit ·         | Aino Pouronen · Unió Soviètica |

## Medaller
| Pos. | País           | Or | Plata | Bronze | Total |
| 1    | Bèlgica        | 2  | 3     | 1      | 6     |
| 2    | Països Baixos  | 2  | 0     | 0      | 2     |
| 3    | Itàlia         | 1  | 2     | 2      | 5     |
| 4    | Unió Soviètica | 1  | 1     | 2      | 4     |
| 4    | França         | 1  | 1     | 2      | 4     |
| 6    | RFA            | 1  | 0     | 1      | 2     |
| 7    | Espanya        | 1  | 0     | 0      | 1     |
| 8    | Austràlia      | 0  | 1     | 0      | 1     |
| 8    | Regne Unit     | 0  | 1     | 0      | 1     |
| 10   | Txecoslovàquia | 0  | 0     | 1      | 1     |
|      | TOTAL          | 9  | 9     | 9      | 27    |